# 果皮

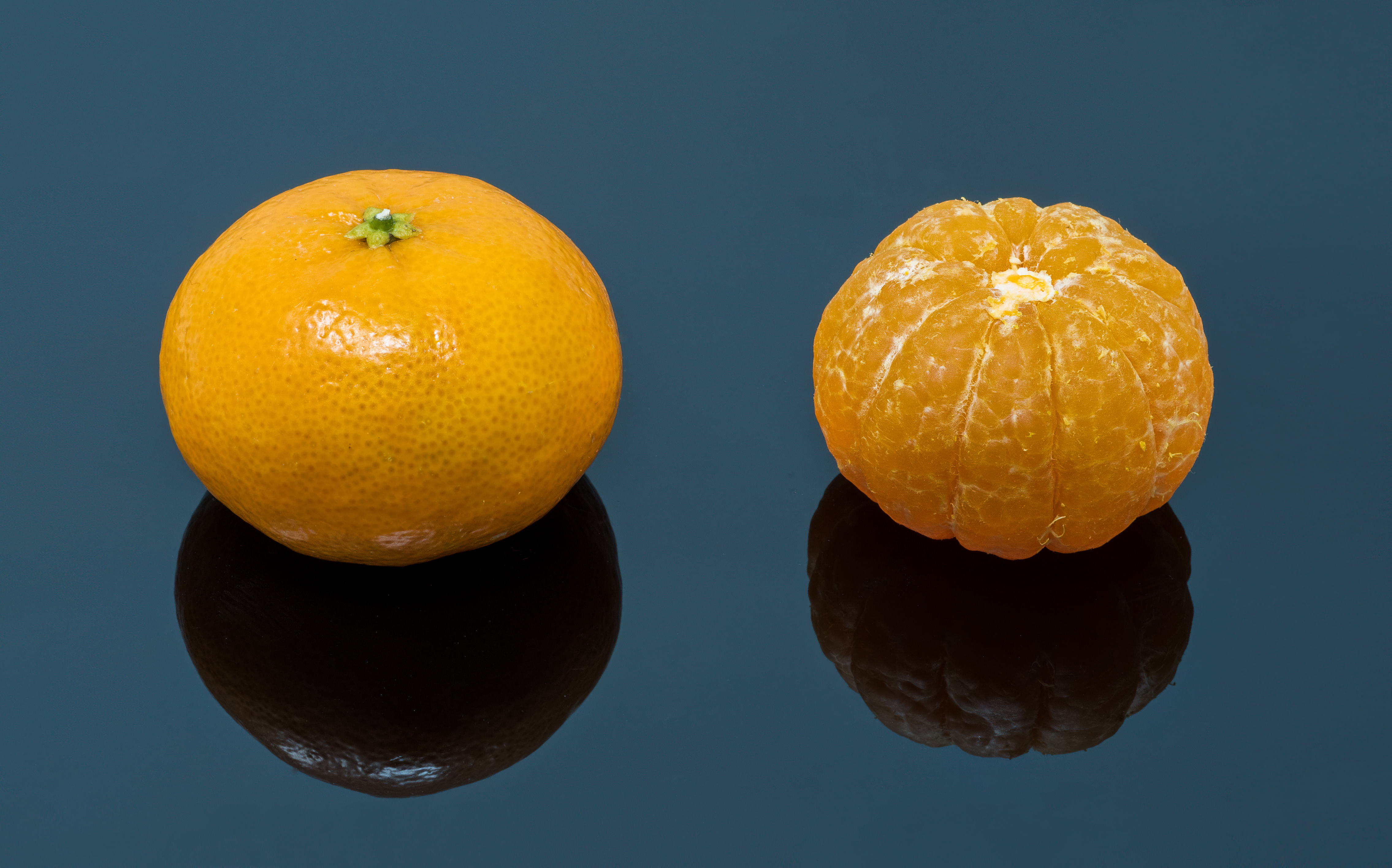
去皮前後的克里曼丁紅橘

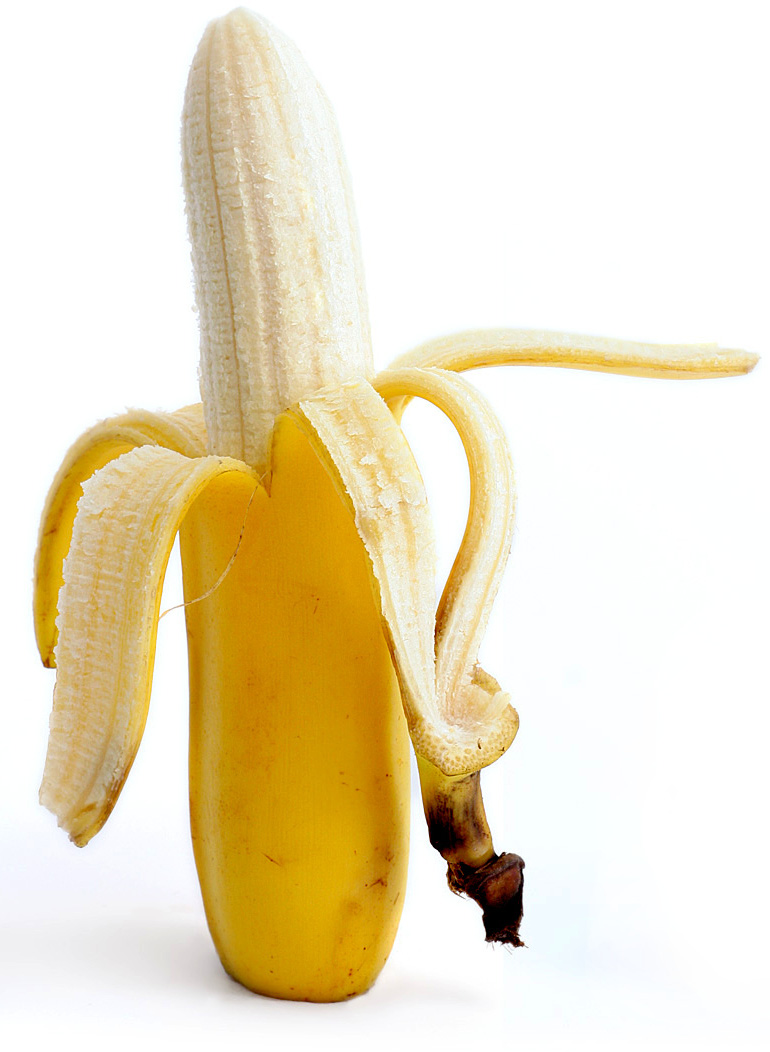
剝下一半香蕉皮的香蕉

果皮，又簡稱皮，是指水果或蔬菜外側一層可以取下的部分，這個外層通常可以徒手剝開或者是用削皮刀切下，如果比較硬或難以用手取下，通常稱為果殼。果皮的厚度因果實而異，西瓜的果皮相對而言比較厚，蘋果皮則比較薄，可以連同果肉一起食用。不是所有的果皮皆可食用，部分果實的果皮難以下嚥，在這種情況下，果皮會在剝下來後被丟棄。某些果皮有食用以外的功能，例如石榴可以用於染色或中藥，柑橘皮曬乾後可以製成陳皮。